# Trône du Soleil
Pour les articles homonymes, voir Trône (homonymie).

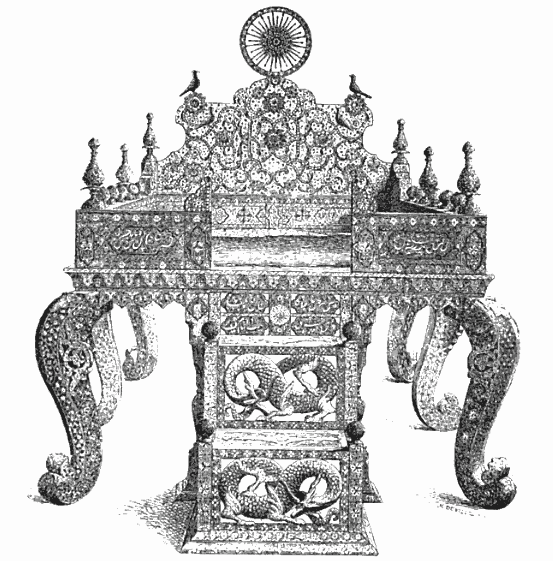
Dessin du trône (1892).

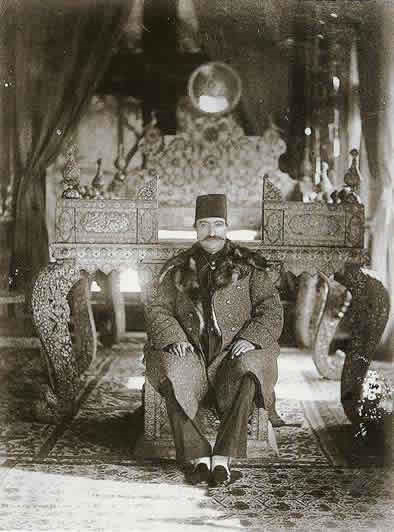
Nassereddine Chah assis sur les marches du trône.

Le trône du Soleil (en persan : تخت خورشید / Taxt-e Xuršid) est un trône datant de l'époque qadjare.